# Fosilno najdišče Vajndol
Fosilno najdišče Vajndol je najdišče fosilov, ki se nahaja ob vznožju Gorjancev, v bližini Šentjerneja. Na vinorodnih grebenih Vajndola in ob vznožju gričev je razgaljen del nekdanjega morskega dna, kjer se je pred približno 15 milijoni let nahajal eden od zalivov Panonskega morja. Tam izpod kvartarnih, pleistocenskih in holocenskih naplavin danes izdanjajo miocenske kamnine, v katerih je veliko fosilnih ostankov.  
Nahajališče Vajndol je edino znano nahajališče fosilov miocenskega polža Pereiraeia gervaisi v Sloveniji ter eno izmed treh nahajališč na svetu in je zavarovano kot naravni spomenik (Uradni list RS, št. 38/92)